# أنيبال شالا
أنيبال هيرنان شالا أيوفي (بالإسبانية: Aníbal Hernán Chalá Ayoví)‏ (مواليد 9 مايو 1996) هو لاعب كرة قدم محترف إكوادوري يلعب كظهير أيسر لنادي أطلس والمنتخب الإكوادوري.